# Wiktor Iwański
Wiktor Iwański (ur. 20 lutego 1974 w Jeleniej Górze) – polski motocrossowiec i motocyklista rajdowy oraz żużlowiec.
Uczestnik mistrzostw świata w Enduro w latach 1993 (Assen, zdobył złoty medal drużynowo) i 1994 (Tulsa). Reprezentował w tamtym czasie Automobilklub Głogów.
Przez krótki czas w 1993 roku uprawiał żużel w barwach Sparty Wrocław, z którą zdobył brązowy medal Młodzieżowych Drużynowych Mistrzostw Polski (w finale rozgrywanym we Wrocławiu był rezerwowym, ale nie wyjechał na tor). Wkrótce po tym zrezygnował z kariery żużlowca, nie biorąc w trakcie jej trwania udziału w żadnym oficjalnym wyścigu.